# Tóth Endre (régész)
Tóth Endre (Szombathely, 1944. május 1.– ) római korral és középkorral foglalkozó régész a Magyar Nemzeti Múzeum Könyvtárának nyugalmazott főosztályvezetője.

## Tanulmányok
1958 és 1962 között a szombathelyi Nagy Lajos Gimnáziumba járt, 1963 és 1968 között az Eötvös Loránd Tudományegyetem Bölcsészettudományi Karára, ahol régész és történelem szakos tanári oklevelet szerzett (1969), majd 1971-ben egyetemi doktorátust.

## Pályafutás
1968 és 1969 között a szombathelyi Savaria Múzeumban dolgozik, majd 1971-ben a Magyar Nemzeti Múzeum Régészeti Osztályára kerül. 1975-ben az Eötvös Loránd Tudományegyetem Régészeti Tanszékén tanársegédnek nevezik ki, de 1976-ban visszamegy a Nemzeti Múzeumba. 1983-tól a múzeum Régészeti Könyvtárának főosztályvezetője. Közben a szegedi egyetemen, az ELTE Bölcsészettudományi Karon és a Pázmányon óraadó. 1999-ben a történelemtudomány kandidátusa lesz, majd 2010-ben az MTA doktora. Kandidátusi értekezését, "Adatok Pannonia történeti földrajzához", nagydoktori értekezését pedig "Studia Valeriana. A dunántúli belső erődök kutatásának eredményei és következményei Valeria tartomány történetében" címmel írja. 2011-ben nyugdíjba vonul a Nemzeti Múzeumból. 2012-ben a Pázmány Péter Katolikus Egyetem Bölcsészettudományi Karán egyetemi docensnek nevezik ki.

## Tudományos és közéleti tagságai
Magyar Régészeti és Művészettörténeti Társulat titkára 1982–1997 

Koronabizottság titkára 1993–2002 

MTA Régészeti Bizottság, tagság 1992–2002

MTA Pécsi Régészeti Albizottság, tagság 1989 – 

Szombathelyi Tudományos Társaság tagja 1999 – 

Panniculus Régiségtani Egylet elnöke, Szombathely 1994 – 

Archaeologiai Értesítő szerkesztőbizottsági tagság 2000 –

## Kutatási területe
Pannonia római kori régészete és története; a tartomány késő antik anyagi kultúrája, római epigráfia. 

Savaria ókori és koraközépkori  régészete és története. 
 A magyar koronázási jelvények és az uralkodói reprezentáció
Seuso-kincs

## Ásatásai
1972-1979 a ságvári belső erőd kutatása 

1981-1994 az alsóhetényi 4. századi erőd és temető feltárása

## Kitüntetések, elismerések
- 1993:  Magyar Régészeti és Művészettörténeti Társulat, Kuzsinszky Bálint-díj
- 1997:  Magyar Régészeti és Művészettörténeti Társulat,  Rómer Flóris emlékérem
- 2025:  A Magyar Érdemrend tisztikeresztje

## Fontosabb publikációi
8 könyv, több, mint 170 tanulmány, recenziók és egyéb publicisztikák szerzője. Számos tanulmánya külföldi folyóiratokban jelent meg. Az Erdély története című a három kötetes mű első kötetének Dacia római tartomány című fejezetét ő jegyezte (46–107. oldalak)

### Könyvei
- Porolissum, Das Castellum in Moigrad. Ausgrabung von A. Radnóti, 1943. Bp. 1978. Régészeti Füzetek II: 19, Magyar Nemzeti Múzeum.
- Római gyűrűk és fibulák Bp. 1985.  Múzsák, Évezredek évszázadok kincsei 3.
- Források Savaria – Szombathely történetéhez a római kortól 1526-ig. Zágorhidi Czigány Balázzsal, Acta Savariensia 9, Szombathely város, Szombathely 1994
- Savaria – Szombathely története 1526 - ig, Kiss Gáborral és Zágorhidy Czigány Balázzsal, Szombathely 1998. Szerk. Feiszt György.
- A magyar koronázási jogar és palást, Szeged, Agapé, 2000
- Itineraria Pannonica. Római utak a Dunántúlon; Magyar Nemzeti Múzeum, Bp., 2006
- Studia Valeriana. Az alsóhetényi és ságvári késő római erődök kutatásának eredményei. Dombóvár, Dombóvári Városszépítő és Városvédő Egyesület, 2009
- Lapidarium Savariense. Savaria római feliratos kőemlékei. Savaria 34/2. Szombathely, 2011
- A magyar Szent Korona. Királyok és koronázások; Kossuth Bp., 1999, 2000
- Studia Valeriana. Az alsóhetényi és ságvári késő római erődök kutatásának eredményei; Dombóvári Városszépítő és Városvédő Egyesület, Dombóvár, 2009 (Helytörténeti sorozat)
- A magyar koronázási jelvények; Magyar Képek, Veszprém–Bp., 2009
- A magyar Szent Korona; 3. átdolg. kiad., Kossuth, Bp., 2015 (angolul és németül is)
- A Szent Korona; Kossuth, Bp., 2016 (A magyar történelem rejtélyei)

### Fontosabb tanulmányai
- A savariai insularendszer rekonstrukciója, Archaeológiai Értesítő 98, 1971, 143-169.
- A római lakosság-kontinuitás kérdése a Nyugat-Dunántúlon, Savaria 5-6, 1971-1972, 231-241.
- Late antique imperial palace in Savaria, Acta ArchHung 25, 1973, 117-137.
- Vigilius episcopus Scaravaciensis, Acta ArchHung 26, 1974, 269-275.
- La survivance de la population romaine en Pannonie, Alba Regia  15, 1976, 107-120.
- Römische Gold- und Silbergegenstände mit Inschriften im Ungarischen Nationalmuseum 1. Goldringen.  Folia Archaeologica 30, 1979, 157-184.
- Römische Metallgegenstände mit Inschriften im Ungarischen Nationalmuseum: Instrumenta domestica I. Folia Archaeologica 32, 1981,145-167.
- A Quinque Basilicae - Quinque Ecclesiae helynevek lokalizálásához és értelmezéséhez, JPMÉ 36, 1981, 101-107.
- Tetrarchia kori Iovia - Herculia helynévadás Pannoniában? Archaeológiai Értesítő  109, 1982, 55 - 72.
- Az alsóhetényi 4. századi erőd és temető kutatása 1981-1986. Eredmények és vitás kérdések, Archaeológiai Értesítő 114-115, 1987-88,  22-61.
- Provincia Valeria  Media, Acta ArchHung 41, 1989, 107-226.
- Die römische Festung von Iovia und ihr Gräberfeld, Antike Welt 20, 1989, 31-39.
- Templum provinciae in Tác? Specimina Nova, Pécs, 1989, 43-58.
- A 4-8. századi pannoniai kereszténység forrásairól és a leletek forrásértékérõl, Magyar Egyháztörténeti Vázlatok 2, 1990, 17-33.
- The Seuso Tresaure: a new aproach - a new chapter? The Pannonian connections, Minerva,  l, 1990, 4 - 11, Nagy Mihállyal.
- Das Christentum in Pannonien bis zum 7. Jahrhundert nach den archäologischen Zeugnissen, in Das Christentum im bayrischen Raum, hrsg, E. Boshof-H.Wolff, Wien 1994, 241-272.
- Ókeresztény ládikaveretek Ságvárról, Fol Arch 44, 1995, 107-149.
- The Roman Province of Dacia, in: History of Transylvania, Vol. I. New York 2001, Columbia University  Press 2001, pp. 17 – 134.
- Das ungarische Krönungszepter, Folia Arch. 48, 2000, 111-153.
- Fettich Nándor és Savaria topográfiája, Vasi Szemle 55, 2001, 313-420.
- A császárkultusz főoltára Pannonia Superiorban, Arch. Ért. 126, 2001, 5-33.
- Die Steindenkmäler von Bölcske (Beszédes Józseffel és Mráv Zsolttal (Bölcske. Römische Inschriften und Funde, Libelli Archaeologici  n.s. II,  szerk. Szabó Ádám – Tóth Endre, Budapest 2003, 103-218.
- A pogány és keresztény Sopianae. A császárkultusz-központ Pannonia Inferiorban, valamint a pogány és keresztény temetkezések elkülönítésének lehetőségéről, Specimina Nova 2005, 49-102.
- Savaria római topográfiájáról. Vasi Szemle 2008/6.